# Sergei Nikolajewitsch Prokopowitsch

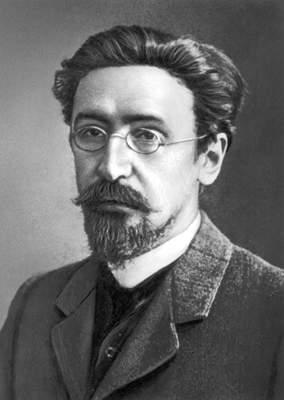
Sergei Nikolajewitsch Prokopowitsch

Sergei Nikolajewitsch Prokopowitsch (russisch Сергей Николаевич Прокопович; * 15. Julijul. / 27. Juli 1871greg. in Zarskoje Selo; † 4. April 1955 in Genf) war ein russischer Ökonom, Hochschullehrer und Politiker.

## Leben
Prokopowitsch stammte aus einer Mogiljower Adelsfamilie. Sein Vater war Offizier und dann Generalmajor der Kaiserlich Russischen Armee. Seine Mutter besaß ein Landgut und beteiligte sich an der Narodniki-Bewegung. Prokopowitsch besuchte die Alexander-Realschule in Smolensk und begann 1889 das Studium an der St. Petersburger Landwirtschaftsakademie, die ihn 1890 wegen Beteiligung an Studentenunruhen vom Studium ausschloss. 1894 lernte er in Nischni Nowgorod die Aktivistin Jekaterina Dmitrijewna Kuskowa kennen, die er 1895 heiratete. Zusammen gingen sie nach Brüssel und studierten an der Université libre de Bruxelles. Sie traten in die Union der russischen Sozialdemokraten im Ausland ein. Als Prokopowitschs revisionistische Bücher zur Kritik an Karl Marx und über die Arbeiterbewegung im Westen erschienen, wurde er mit Kuskowa aus der Union der russischen Sozialdemokraten im Ausland ausgeschlossen. Er vertrat den Ökonomismus, lehnte den revolutionären Weg ab und befürwortete die gesellschaftliche Evolution. 1898 wurde er Freimaurer.
1899 kehrte Prokopowitsch mit seiner Frau nach Russland zurück. Er wurde Vorsitzender der Ökonomie-Sektion der Kaiserlichen Freien Ökonomischen Gesellschaft zu Sankt Petersburg, Vorsitzender der Sektion für Versicherung der Arbeiter bei der Moskauer Abteilung der Kaiserlichen Technischen Gesellschaft, Vorsitzender verschiedener Genossenschaftsvereinigungen und Mitarbeiter der Tschuprow-Gesellschaft für Entwicklung der Sozialwissenschaften.
Prokopowitsch und Kuskowa beteiligten sich an der Gründung der illegalen liberalen Union der Befreiung, die 1903 auf der Tagung mit ungefähr 20 Teilnehmern in Schaffhausen beschlossen wurde. Auf der Tagung im Januar 1904 wurden Kuskowa und Prokopowitsch in den Leitungsrat gewählt. Im Herbst 1904 angesichts des Scheiterns des Russisch-Japanischen Kriegs initiierte die Union der Befreiung eine Kampagne mit Semstwo-Petitionen und Petitionen anderer gesellschaftlicher Organisation an den Zaren, die eine Verfassung und ein Parlament forderten. Im November 1904 trafen sich Kuskowa, Prokopowitsch und Wassili Jakowlewitsch Bogutscharski-Jakowlew mit dem Führer der legalen Versammlung der russischen Fabrikarbeiter in St. Petersburg Georgi Apollonowitsch Gapon und vereinbarten die gegenseitige Unterstützung. Dies führte zur Russischen Revolution 1905, Nach dem Petersburger Blutsonntag wurde Prokopowitsch verhaftet, aber bald wieder freigelassen. 1905 war er Mitglied des vorläufigen Zentralkomitees der Konstitutionell-Demokratischen Partei (Kadetten), aus dem er nach kurzer Zeit wieder ausschied.  Als die Union der Befreiung sich auflöste, bildete sich die überparteiliche Gruppe Ohne Anschrift, zu der Prokopowitsch, Kuskowa, Bogutscharski-Jakowlew, Wassili Wassiljewitsch Wodowsow, Wiktor Weniaminowitsch Portugalow, Aron Solomonowitsch Lande, Ljubow Jakowlewna Gurewitsch und andere gehörten. Ab Anfang 1906 gaben Kuskowa und Prokopowitsch die Zeitschrift dieser Gruppe heraus, in der die rechten Parteien wegen ihrer Zusammenarbeit mit der Regierung und die linken Parteien wegen ihrer Intoleranz, ihrem Sektierertum und ihrem Extremismus kritisiert wurden. Nach der Stolypin-Reaktion wurde die Zeitschrift verboten und die Gruppe aufgelöst.
Neben den politischen Aktivitäten arbeitete Prokopowitsch wissenschaftlich. Schwerpunkte waren die Statistik, die Politökonomie und die Industrieproduktion Russlands. Er untersuchte Fragen der Agrarpolitik und die Lage der Arbeiter. 1906 veröffentlichte die Kaiserliche Freie Ökonomische Gesellschaft zu Sankt Petersburg seine Arbeit über die Berechnung des Volkseinkommens für 50 Gouvernements des europäischen Russlands im Jahr 1900. Die weitergeführten Berechnungen für die Jahre bis 1913 erschienen zusammengefasst 1918. 1913 wurde er von der Universität Bern zum Dr. phil. promoviert. Ab 1908 lehrte er an der Städtischen Moskauer Schanjawski-Volksuniversität. Er war Experte für Agrarfragen bei der Fraktion der Sozialdemokratischen Arbeiterpartei Russlands in der Dritten Staatsduma.
Prokopowitsch war Mitglied der 1912 gegründeten Großloge Großorient der Völker Russlands, bei der die politischen Ziele im Vordergrund standen. Er gründete in Moskau die Freimaurerloge Prokopowitsch.
Während des Ersten Weltkriegs arbeitete Prokopowitsch im Rüstungskomitee der Oblast Moskau. Nach der Februarrevolution 1917 war Prokopowitsch Mitglied des Rats der Allrussischen Genossenschaftskongresse des Exekutivkomitees der gesellschaftlichen Organisationen, Vorsitzender des Wirtschaftshauptkomitees und Vizevorsitzender des Wirtschaftsrats bei der Provisorischen Regierung. Er war dann Minister für Handel und Industrie im 3. Kabinett der Provisorischen Regierung und Minister für Nahrungsmittel im 4. und letzten Kabinett. Er war für die staatliche Kontrolle der Unternehmen, gegen die Kontrolle durch die Arbeiter, für das garantierte Eigentum und für Festpreise für die meisten Konsumgüter.
Am Tag der Oktoberrevolution wurde Prokopowitsch von Bolschewiki verhaftet, ins Smolny-Institut gebracht und am selben Tag wieder freigelassen. Er organisierte mit Mitgliedern der Petrograder Stadtduma einen Demonstrationsmarsch zur Unterstützung der Provisorischen Regierung zum Winterpalast, der von den Matrosen nicht zugelassen wurde. Er trat in das Komitee zur Rettung der Heimat und der Revolution ein und wurde Vorsitzender der nun illegalen Provisorischen Regierung. Wegen seiner antibolschewistischen Aktivitäten wurde er verhaftet, nach Kronstadt zum Exekutivkomitee des Petrograder Sowjets geschickt und bald wieder freigelassen.
Prokopowitsch nahm nun seine Lehrtätigkeit wieder auf. Er wurde 1918 Dekan der juristischen Fakultät der 1. Moskauer Universität (MGU) und wurde 1919 zum Professor ernannt. Er leitete das Genossenschaftsinstitut.
Im Juli 1921 gründeten in Moskau Prokopowitsch, Kuskowa und Nikolai Michailowitsch Kischkin  zur Linderung der Hungersnot das Allrussische Komitee für  Hungerhilfe (WK Pomgol, WKPG), nachdem ihnen dies mit Hilfe Maxim Gorkis genehmigt worden war. Ehrenvorsitzender wurde Wladimir Galaktionowitsch Korolenko, und hinzukamen Fjodor Alexandrowitsch Golowin, Nikolai Nikolajewitsch Kutler und andere. Das Komitee wurde zunächst als Instrument zur Beschlagnahme von Kirchen und Geldern wohlhabenderer Bevölkerungsgruppen und ausländischer Fonds benutzt. Aufgrund von Gerüchten im August 1921 über antisowjetische Reden im WKPG wies Lenin Stalin an, das WKPG aufzulösen und die Führer zu verhaften. Im September 1921 wurden Prokopowitsch, Kuskowa und Kischkin auf Beschluss der Tscheka nach Wologda verbannt. Als Prokopowitsch und Kuskowa im folgenden Jahr nach Moskau zurückkamen, wurden sie im Juni 1922 ins Ausland verbannt.
1922 ließen Prokopowitsch und Kuskowa sich in Berlin nieder. Prokopowitsch gründete zusammen mit Grigori Alexejewitsch Martjuschin Ende 1922 einen Verlag für Genossenschaftsliteratur, der bis 1928 existierte. Prokopowitsch gab verschiedene Wirtschaftszeitschriften heraus.
1924 gingen Prokopowitsch und Kuskowa nach Prag. Mit Unterstützung der Regierung der Tschechoslowakei bildete Prokopowitsch einen Kreis von emigrierten Experten, darunter Peter Struve, Alexander Alexandrowitsch Tschuprow, Alexander Alexandrowitsch Kiesewetter und Nikolai Sergejewitsch Timaschew, die unter seiner Leitung Daten über die wirtschaftliche und gesellschaftlich-politische Situation in der UdSSR sammelten, systematisierten und auswerteten. Er analysierte die Gründe für den Misserfolg des Kriegskommunismus und die Besonderheiten des Übergangs zur Neuen Ökonomischen Politik (NEP). Er berechnete das Volkseinkommen der Tschechoslowakei. Neben russischsprachigen Wirtschaftspublikationen gab er die Quarterly Bulletins of Soviet Russian Economics in Genf heraus.
Als 1938 nach dem Münchner Abkommen die Besetzung der Tschechoslowakei durch die deutsche Wehrmacht drohte, zogen Prokopowitsch und Kuskowa nach Genf. Mit Unterstützung der Carnegie-Stiftung schuf Prokopowitsch ein zweibändiges Werk über die Volkswirtschaft der UdSSR, das 1952 in New York erschien. Er analysierte die Auswirkungen der Kollektivierung und Industrialisierung in der UdSSR. Seine Monografie über die Perspektiven der Weltwirtschaft blieb unvollendet.